# 尹正 (南朝)
尹正（？—557年），祖先是天水人，南北朝后梁大臣。
萧詧担任雍州刺史时，尹正担任其麾下中兵参军。擒获張纘、杜岸，尹正立下功劳。萧詧承制，任命他为将军。不久任命为大将军。萧詧称帝，尹正担任护军将军，进位柱国，封新野县侯，食邑千户。梁宣帝萧詧大定三年（557年），尹正去世，赠开府仪同三司。谥号刚。梁明帝萧岿天保五年（566年），以尹正配享萧詧太庙。其子尹德毅，有权谋智略，官至大将军。后因为被皇帝猜疑赐死。